# Ammozaur
Ammozaur (Ammosaurus major) – zauropodomorf z rodziny anchizaurów (Anchisauridae); jego nazwa znaczy "piaskowy jaszczur".
Żył w okresie wczesnej jury (ok. 195-176 mln lat temu) na terenach Ameryki Północnej. Długość ciała ok. 2,5-4 m, wysokość ok. 60 cm, masa ok. 50 kg. Jego szczątki znaleziono w USA (Connecticut i Arizona) i w Kanadzie (Nowa Szkocja).
Początkowo ammozaura traktowano jako jeden z gatunków anchizaura. Ammozaur mógł poruszać się na 2 i na 4 kończynach.